# Kožany
Kožany jsou obec na Slovensku v okrese Bardejov. Žije zde 104 obyvatel, první písemná zmínka pochází z roku 1350. Nachází se zde dřevěný řeckokatolický chrám Setkání Páně se Simeonem z roku 1760, který je národní kulturní památkou.